# رانگونگ (بوتان)
رانگونگ (به لاتین: Rangjung) یک منطقهٔ مسکونی در بوتان (کشور) است که در Tashigang District واقع شده‌است.
 رانگونگ   ۱٬۱۲۰ متر بالاتر از سطح دریا واقع شده‌است.